# Julião Pais
Julião Pais Rebolo (? - 1215) foi um chanceler do reino de Portugal.

## Biografia
Era filho de D. Paio Delgado e de sua mulher D. Joni.[carece de fontes?]
Médico e Chanceler (cargo que, na actualidade, se assemelharia ao de primeiro-ministro) do reino de Portugal durante três reinados (D. Afonso I Henriques, D. Sancho I e D. Afonso II), defendeu os interesses da então jovem nação perante o poder da igreja e organizou a chancelaria régia e a estruturação administrativa.
Redigiu o primeiro código de leis em língua portuguesa.
Foi pai do primeiro cardeal português, D. Egídio Júlio, e do Papa João XXI.[carece de fontes?]
Foi sepultado na Sé Velha de Coimbra.